# Tony Parker
William Anthony (Tony) Parker, II (født 17. maj 1982, i Brugge, Belgien) er en professionel fransk basketballspiller, som spiller i NBA for San Antonio Spurs og anfører for det franske basketballlandshold. 
Parker voksede op i en familie, der havde og stadig har stærke forbindelser til professionel basketball. Efter at have spillet to år i Ligue Nationale de Basketball, kom Parker med i 2001 NBA Draft og blev valgt af San Antonio Spurs. Han blev hurtigt deres førende point guard og er siden blev valgt til NBA All-Star-kampen to gange og har hjulpet Spurs til at vinde to NBA Championships – ved finaleserien i 2007 blev han valgt til Most Valuable Player. Parkers gennembrud i NBA har også givet andre franske basketballspillere mulighed for at få en karriere i verdens stærkeste basketballliga, bl.a. Boris Diaw, som blev draftet af Atlanta Hawks i 2003 og Ronny Turiaf, som blev draftet af Los Angeles Lakers i 2005.
Den 7. juli 2007 blev han gift med skuespilleren Eva Longoria i Paris. Parret blev skilt i januar 2011.

## NBA sæson statistikker
Opdateret 23. april 2008

### Regulær sæson
| Sæson          | Hold        | GP | MPG  | SPG | BPG | RPG | APG | PPG  |
| -------------- | ----------- | -- | ---- | --- | --- | --- | --- | ---- |
| 2001-02        | San Antonio | 77 | 29.4 | 1.2 | 0.1 | 2.6 | 4.3 | 9.2  |
| 2002-03        | San Antonio | 82 | 33.8 | 0.9 | 0.0 | 2.6 | 5.3 | 15.5 |
| 2003-04        | San Antonio | 75 | 34.4 | 0.8 | 0.1 | 3.2 | 5.5 | 14.7 |
| 2004-05        | San Antonio | 80 | 34.2 | 1.2 | 0.0 | 3.7 | 6.1 | 16.6 |
| 2005-06        | San Antonio | 80 | 33.9 | 1.0 | 0.0 | 3.3 | 5.8 | 18.9 |
| 2006-07        | San Antonio | 77 | 32.5 | 1.1 | 0.1 | 3.2 | 5.5 | 18.6 |
| 2007–08        | San Antonio | 69 | 33.5 | 0.8 | 0.1 | 3.2 | 6.8 | 18.8 |
| Karriere-stats |             | -- | 33.1 | 1.0 | 0.0 | 3.1 | 5.5 | 16.0 |

### Playoffs
| Sæson          | Hold        | GP  | MPG  | SPG | BPG | RPG | APG | PPG  |
| -------------- | ----------- | --- | ---- | --- | --- | --- | --- | ---- |
| 2001–02        | San Antonio | 10  | 34.1 | 0.9 | 0.1 | 2.9 | 4.0 | 15.5 |
| 2002–03        | San Antonio | 24  | 33.9 | 0.9 | 0.1 | 2.8 | 3.5 | 14.7 |
| 2003–04        | San Antonio | 10  | 38.6 | 1.3 | 0.1 | 2.1 | 7.0 | 18.4 |
| 2004–05        | San Antonio | 23  | 37.3 | 0.7 | 0.1 | 2.9 | 4.3 | 17.2 |
| 2005–06        | San Antonio | 13  | 36.5 | 1.0 | 0.1 | 3.6 | 3.8 | 21.1 |
| 2006–07        | San Antonio | 19  | 37.5 | 1.2 | 0.0 | 3.2 | 6.0 | 20.6 |
| 2007–08        | San Antonio | 2   | 45.5 | 2.0 | 0.0 | 2.5 | 6.0 | 29.0 |
| Karriere-stats |             | 102 | 36.4 | 1.0 | 0.1 | 3.0 | 4.6 | 18.0 |

## Familielivet
Parkers forældre har fortsat stor indflydelse på hans liv, selv efter deres skilsmisse. Hans mor, der er ernæringsvejleder, rådgiver ham om sund kost og om at bevare et godt helbred, og han taler med sin far over telefonen om sin præstation efter hver kamp. 
Han blev den 30. november 2006, forlovet med skuespillerinden Eva Longoria fra Desperate Housewives, og de blev gift den 7. juli 2007 i Frankrig. I forbindelse med NBAs All Star-kamp i 2007 blev Tony Parker spurgt om det forestående bryllup, hvortil han svarede, at "Eva ordner det hele, jeg skal bare møde op og sige ja". Efter den borgerlige vielse holdt de et romersk-katolsk bryllup i Saint-Germain l'Auxerrois kirken i Paris. Eva Longoria, der er syv år ældre end Parker, er fast tilskuer til Spurs-kampe.

## Andre interesser
Parker er en ivrig fan af hip-hop musik og rap. Han har udgivet et fransk hiphop-album med produceren Polygrafic (Sound Scientists). Den første single fra albummet var Top of the Game med rapperen Fabolous, og den blev udgivet  i marts 2007. Den efterfølgende musikvideo indeholdt hans San Antonio Spurs holdkammerater Robert Horry, Tim Duncan og Brent Barry ligeså vel som den tidligere holdkammerat Nazr Mohammed.